# Ab Kettleby

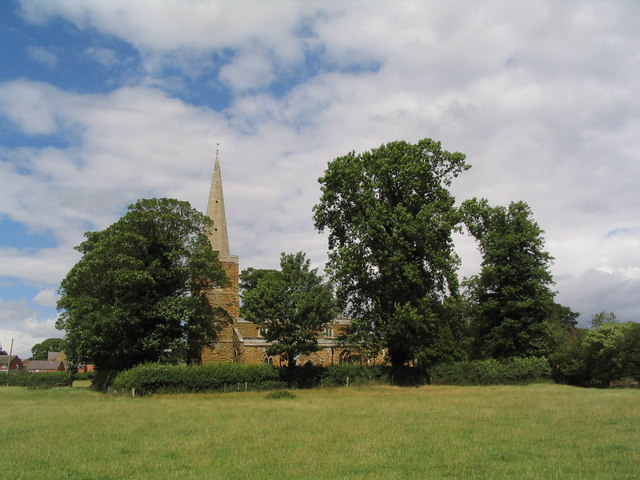
Ab Kettleby

Ab Kettleby je vesnicí a civilní farností v Meltonu v Leicestershire, v Anglii. Leží severně od města Melton Mowbray, podél silnice A606, a má 501 obyvatel (2007). Ab Kettleby je umístěno v jižní části pahorkatiny Lincolnshire Wolds, 140 metrů nad mořem a v blízkosti samot Wartnaby a Holwell.

## Historie
Ab Kettleby je poprvé zmiňováno v Domesday Book jako Chetelbi, přestože římská mozaika a dlažba nalezené pod hřbitovem, ukazují na založení vesnice před rokem 1086.
Kostel St. James má normanskou křtitelnici.

## Jiné
Farnost má vlastní základní školu, obecní dům pojmenovaný po Sugarloaf Mountain, komunitní centrum, panské sídlo ze 17. století a středověké farmy.